# L'Œil de l'esprit
L'Œil de l'esprit (Mind's Eye) est le 16e épisode de la saison 5 de la série télévisée X-Files. Dans cet épisode, une aveugle s'accuse de meurtres alors que Mulder la croit innocente et pense qu'elle a des visions des crimes.
L'épisode a obtenu des critiques plutôt favorables.

## Résumé
À Wilmington, dans le Delaware, Marty Glenn a une vision d'un homme se faisant poignarder dans une salle de bains. Plus tard, la police retrouve un homme assassiné dans la salle de bains d'une chambre d'hôtel et arrête Glenn, présente sur les lieux et couverte de sang, avant de se rendre compte qu'elle est aveugle. L'inspecteur Pennock fait appel à Mulder et Scully car il pense que la jeune femme, aveugle de naissance, est dotée d'une sorte de sixième sens grâce auquel elle a commis le meurtre. Mulder la croit innocente mais l'attitude cynique et méprisante de Glenn n'arrange pas son cas. Après l'avoir fait passer au détecteur de mensonge, Mulder pense qu'elle a vu le meurtre d'une quelconque façon. Scully lui fait passer un examen, et une réaction oculaire de Glenn à une vision persuade Mulder qu'elle réagit à des images dans son esprit.
Alors qu'elle est en cellule, Glenn a une vision du meurtrier s'approchant d'une femme. Elle demande à passer un coup de téléphone et appelle le bar où sa vision se déroulait, prévenant un client nommé Gotts de laisser tranquille la femme à qui il parlait. L'arme du crime n'ayant pas été retrouvée, Glenn est relâchée. Elle a peu après une autre vision de Gotts attaquant la même femme. Arrivée sur les lieux de sa vision, elle trouve le cadavre de cette femme et s'accuse ensuite des deux meurtres auprès de la police. Pour prouver sa culpabilité, elle révèle l'endroit où l'héroïne volée à la première victime est cachée. Scully, qui avait retrouvé un gant ensanglanté sur la scène du premier meurtre, apprend qu'aucun des deux échantillons de sang présents sur le gant n'est celui de Glenn. De son côté, Mulder découvre que la mère de Glenn, alors qu'elle était enceinte d'elle, a été tuée d'un coup de poignard au rein, comme les deux récentes victimes.
Les empreintes relevées sur la cachette de l'héroïne s'avèrent être celles de Gotts, qui vient d'être relâché après presque trente ans de prison, et les analyses du sang sur le gant prouvent que c'est le sien et qu'il est le père de Glenn. Mulder comprend alors que Glenn a la capacité de voir à travers les yeux de Gotts. Glenn révèle à Mulder et Scully où ils pourront trouver Gotts mais Mulder comprend plus tard que c'est une fausse piste et que Glenn ne veut pas que son père retourne en prison car, à travers ses visions, ce serait comme si elle-même y retournait. Pendant ce temps, Glenn assomme Pennock, chargé de sa protection, et prend son arme. Attendant son père qui la suivait pour l'assassiner, elle le tue. Elle est emprisonnée pour ce meurtre mais est libérée de ses visions.

## Distribution
- David Duchovny : Fox Mulder
- Gillian Anderson : Dana Scully
- Lili Taylor : Marty Glenn
- Richard Fitzpatrick : Charles Wesley Gotts
- Blu Mankuma : l'inspecteur Pennock
- Henri Lubatti : le docteur Wilkenson

## Production
Tim Minear a l'idée de l'épisode après avoir entendu parler du concept de vision à distance. Éprouvant néanmoins des problèmes à développer son histoire, il décide de rendre aveugle le personnage capable de voir à travers les yeux d'un autre. Pour tracer le caractère de Marty Glenn, il prend le contrepied du personnage interprété par Audrey Hepburn dans le film Seule dans la nuit (1967), pensant de plus que le fait d'avoir un handicap ne doit pas nécessairement anoblir une personne.
Lili Taylor, choisie pour le rôle de Marty Glenn, n'est alors pas une habituée des rôles à la télévision mais, en tant que fan de X-Files, elle contacte le directeur du casting de la série pour proposer ses services pour un rôle. Blu Mankuma, qui tient le rôle de l'inspecteur Pennock, avait déjà joué un rôle important dans l'épisode Un fantôme dans l'ordinateur lors de la première saison. Durant le tournage, David Duchovny improvise une réplique, « even if the gloves do fit – you can still acquit » (« Même si les gants vous vont, vous pouvez quand même être acquittée »)  qui fait référence à l'affaire O. J. Simpson.

## Accueil

### Audiences
Lors de sa première diffusion aux États-Unis, l'épisode réalise un score de 10,4 sur l'échelle de Nielsen, avec 16 % de parts de marché, et est regardé par 16,53 millions de téléspectateurs.

### Accueil critique
L'épisode a recueilli des critiques plutôt favorables. John Keegan, du site Critical Myth, lui donne la note de 8/10. Zack Handlen, du site The A.V. Club, lui donne la note de B+.
Dans leur livre sur la série, Robert Shearman et Lars Pearson lui donnent la note de 3/5. Paula Vitaris, de Cinefantastique, lui donne la note de 2,5/4. Le site Le Monde des Avengers lui donne la note de 2/4.

### Distinctions
L'épisode est nommé en 1998 aux Primetime Emmy Awards dans les catégories de la meilleure actrice invitée dans une série télévisée dramatique, pour Lili Taylor, et du meilleur montage pour une série.